# 奇格尼克 (阿拉斯加州)
奇格尼克（英語：Chignik），是美国阿拉斯加州的一座城市。该市的人口在2000年为79人，2010年有91人。人口在阿拉斯加州排行第132。